# Steinbrunn-le-Haut
Steinbrunn-le-Haut är en kommun i departementet Haut-Rhin i regionen Grand Est (tidigare regionen Alsace) i nordöstra Frankrike. Kommunen ligger i kantonen Sierentz som tillhör arrondissementet Mulhouse. År 2022 hade Steinbrunn-le-Haut 670 invånare.

## Befolkningsutveckling
Antalet invånare i kommunen Steinbrunn-le-Haut
| Referens: INSEE |